# أمزي مور
أمزي مور (بالإنجليزية: Amzie Moore)‏ (23 سبتمبر 1911-1 فبراير 1982) كان قائدا في مجال الحقوق المدنية الأمريكية الأفريقية وشخصية ريادية في دلتا المسيسيبي.

## النشأة
أمزي موور هو أحد قادة حركة الحقوق المدنية غير المعروفين، لكنه كان مؤثرا للغاية في دعوة وتحفيز الأمريكيين من أصل أفريقي في ولاية ميسيسيبي لممارسة حقهم في التصويت كمواطنين أميركيين. ولد في 23 سبتمبر 1911 في مزرعة ويلكين في مقاطعة غرينادا، ميسيسيبي، وفي سن الرابعة عشرة، تُرك ليعيش وحده بعد انفصال والديه وتخلي والده عنه. أتم الصف العاشر فقط في مدرسة ستون ستريت الثانوية في غرينوود ، ميسيسيبي. 
في عام 1935، انتقل إلى مقاطعة بوليفار وحصل على وظيفة حارس في مكتب البريد المحلي. كانت هذه الوظيفة بمثابة «وظيفة رفيعة المستوى» لرجل أمريكي من أصل أفريقي في عمق الجنوب في خضم الكساد الكبير. بعد أن انخرط في السياسة منذ صغره، أصبح عضوًا في حزب السود والتان، والذي كان منظمة قد أسسها الجمهوريون الأمريكيون من أصل أفريقي. على الرغم من أنه كان له حق في التصويت في عام 1936، إلا أنه لم يتمكن من التصويت في الانتخابات التمهيدية والتي كان لها دورا كبيرا بتحديد نتائج الانتخابات. جاءت حركة الحرية أو كما كان يُنظر إليها في ذلك الوقت إلى دلتا المسيسيبي في عام 1940، وانخرط مور في اجتماعات بدأت في صياغة المطالب الصريحة التي يريدها الأمريكيون الأفارقة في الولاية.

## الحرب العالمية الثانية
قال عن فترة تجنيده في الحرب العالمية الثانية في عام 1942 «لم أكن أعرف حقًا ما هو التمييز العنصري قبل التحاق بالجيش. كانت هذه هي المرة الأولى التي عرفت فيها حقًا مدى شر التمييز العنصري». استمر في معاناته من التمييز العنصري اينما رحل في الجنوب، حتى في كلكتا والهند كانت لا تزال هناك نوادي مجندين مبنية على التمييز العنصري إلخ. «لماذا كنا نقاتل؟ لماذا كنا هناك؟ إذا كنا نناضل من أجل الحريات الأربع التي تحدث عنها روزفلت وتشرشل فمن المؤكد أننا شعرنا أن الجندي الأمريكي يجب أن يكون حراً أولاً». كان اليابانيون يستفيدون من عنصرية الولايات المتحدة وكانوا يستخدمون الفصل العنصري بكثرة من أجل تثبيط عزيمة الجنود الأمريكيين الافارقة. ومن المفارقات أن مهمة مور كانت مواجهة هذه الدعاية وتشجيع الجنود الأمريكيين الأفارقة وتوعيتهم بأنهم لعبوا دورًا مهمًا في القتال ضد دول المحور. بمجرد وصوله إلى المنزل بدأ العديد من البيض بالقيام بما سمي «حراسة المنزل» لحماية أنفسهم من الجنود الافارقة المتمرسين. وفي النهاية أدى تحقيق مكتب التحقيقات الفيدرالي في جرائم القتل العديدة التي حدثت إلى نهاية هذا النوع من العدوان. كان مور يشتاظ غضبا من اضطهاد عرقه وبدأ يصبح أكثر نشاطًا في تسجيل الناخبين السود في ولاية ميسيسيبي.

## المجلس الإقليمي للقيادة الزنوج
جعل شراء الممتلكات وبناء منزل وبدء خدمة محطة/مطعم مع الاستمرار في المشاركة في الشؤون المحلية جعل من مور قائدا في المجتمع. في عام 1951، أسس الدكتور ت.ار.ام هوارد المجلس الإقليمي لقيادة الزنوج على أمل أن يكون الأمريكي الأفريقي متساويا في الحقوق كما المجلس دلتا الأبيض. سرعان ما اكتسب شعبية هائلة بسبب رغبته في أن يكون صوت الأمريكيين الأفارقة موحد في موند بايو والمناطق المحيطة بها وأقنع المجلس شرطة الولاية بعدم التوقف عن توعية السائقين وتشجيع الناس على التسجيل للتصويت.